# 마쓰다이라 노부나오 (가타노하라 마쓰다이라가)
마쓰다이라 노부나오(일본어: 松平信直, 1732년 ~ 1786년 10월 31일)는 단바 가메야마 번의 제2대 번주이다.
1732년(교호 17년), 당시에는 단바 사사야마 번의 제5대 번주였던 마쓰다이라 노부미네의 동생 마쓰다이라 야스도모(松平庸倫)의 장남으로 태어났다. 태어난 해는 1735년 3월 12일(교호 20년 2월 18일)이라고 하는 설도 있다.
1749년(간엔 2년), 단바 가메야마 번의 초대 번주이자 백부인 마쓰다이라 노부미네의 양자가 된다. 1763년(호레키 13년) 노부미네의 죽음으로 가독을 이어 제2대 번주가 되고, 1764년(호레키 14년 1월), 종5위하 기이노카미(紀伊守)에 서임된다.
1781년 7월 18일(덴메이 원년 윤 5월 27일), 장남 노부미치에게 가독을 양도하고 은거해, 가즈에노카미(主計頭)가 된다. 후에 소호(双峰)라 칭했다. 1786년 10월 31일(덴메이 6년 10월 10일)에 죽는다. 향년 55세.
| 전임 마쓰다이라 노부미네 | 제12대 가타노하라 마쓰다이라가 당주 1763년 ~ 1781년 | 후임 마쓰다이라 노부미치 |

| 전임 마쓰다이라 노부미네 | 제2대 단바 가메야마 번 번주 (가타하라 마쓰다이라 가) 1763년 ~ 1781년 | 후임 마쓰다이라 노부미치 |